# Archotaulius bavaricus
Archotaulius bavaricus is een fossiele soort schietmot uit de familie Helicopsychidae.